# Андоленко Сергій Павлович
Сергій Павлович (Серж) Андоленко (фр. Serge Andolenko; нар. 26 червня 1907, Волочиськ, Україна — пом. 27 серпня 1973, Міглос, департамент Ар'єж, Франція) — французький бригадний генерал, автор наукових робіт з військової історії, українець за походженням.

## Життєпис
Сергій Андоленко народився 1907 року в родині з давніми військовими традиціями (з шляхетського козацького роду). Його батько Павло Андоленко — нащадок козачої дворянської сім'ї, спадковий військовий, у мирний час був мировим суддею, а під час Першої світової війни служив капітаном драгунського полку Російської імперії. 1914 року воював проти німецької армії. Брав участь в українських визвольних змаганнях, боровся з більшовиками за визволення Києва. Був засланий в концентраційний табір, де помер у 1931 році.
Малий Сергій (у віці 12 років) та його мама Марія були змушені емігрувати. Спочатку вони опинилися в Туреччині, там Сергій закінчив стамбульський Робер-коледж, а потім у Франції, де він навчався в ліцеях у Майнці та Парижі. 
1924 року він був зарахований у відому французьку вищу військову школу Сен Сір. Після закінчення школи в 1926 році (19 років) розпочав військову службу в Іноземному легіоні в ранзі молодшого лейтенанта в 1-му Іноземному полку в Сіді-бель-Аббесі (Алжир). 1928 року отримав французьке громадянство.
Брав участь у військових кампаніях у Марокко та Великому Лівані.
Під час Другої світової війни служив у 2-му бюро (розвідувальне бюро) 3-ї піхотної дивізії в Африці під командуванням генерала Монтсаберта (фр. Joseph de Goislard de Monsabert). У складі дивізії брав участь в італійській кампанії, у визволенні Марселя. Командував 5-им Іноземним полком під час війни в Алжирі (1956—1958). Після війни служив у Німеччині, а пізніше — військовим аташе посольства Франції у Відні (1961—1963).
Серж Андоленко закінчив військову службу в чині бригадного генерала.
Андоленко захоплювався військовою історією, написав багато книг з історії Іноземного легіону, французької армії, армії Російської імперії.
Серж Андоленко пішов із життя 27 серпня 1973 року у віці 66 років у комуні Міглосі департаменту Ар'єжна півдні Франції. Пізніше його прах було перепоховано на цвинтарі в Ніцці.

## Відзнаки
Кавалер ордена Почесного легіону, Військового Хреста 1939—1945, Військового Хреста закордонних театрів військових дій. Нагороджений Бронзовою зіркою США і багатьма пам'ятними медалями.

## Публікації
- La filiation des bataillons de Légion étrangère, 1935
- Visite aux salles d'honneur et au musée du Souvenir de la Légion, 1938
- Les drapeaux de la Grande Guerre, 1945
- Aperçus sur la guerre 1914—1918 sur le front russe, 1945
- Historique du 5 étranger d'infanterie, 1947
- Recueil d'historiques de l'infanterie française, 1949 (ré-édité en 1969)
- Histoire de l'armée russe, 1952 (ré-édité en 1967)
- Recueil d'historiques de l'arme blindée et de la cavalerie, 1968
- Aigles de Napoléon contre drapeaux du Tsar, 1969
- Андоленко Сергей. Нагрудные знаки русской армии. Париж: Панаис, 1966.328 c.
- Andolenko, Serge; Werlich, Robert. Badges of Imperial Russia. First edition. Washington, D. C. : Quarker Press, 1972. 212 p.